# Jackie Gleason
Jackie Gleason, all'anagrafe John Herbert Gleason (New York, 26 febbraio 1916 – Fort Lauderdale, 24 giugno 1987), è stato un attore, compositore e conduttore televisivo statunitense.

## Biografia
Nato a New York da una famiglia di origini irlandesi, nell'immediato dopoguerra inizia la sua carriera artistica come disc jockey e presentatore di rappresentazioni teatrali, avendo alle spalle alcune apparizioni cinematografiche in pellicole prodotte durante il conflitto. Alla fine degli anni quaranta debuttò in televisione con programmi di varietà, raggiungendo grandi ascolti, soprattutto con il Jackie Gleason Show, dove, oltre a presentare lo spettacolo, si esibiva in divertenti sketch. Il ruolo che lo rese famoso fu quello del corpulento campione di biliardo Minnesota Fats nel film Lo spaccone (1961). Per questo motivo anni dopo Gleason adottò come pseudonimo proprio quello di Minnesota Fats, in quanto era veramente appassionato al gioco del biliardo.

### L'orchestra
Agli inizi degli anni cinquanta si dedicò alla composizione musicale e intensificò la sua attività di attore. La sua orchestra ad archi diventò famosa, e con i suoi arrangiamenti diventò una delle più popolari sia negli Stati Uniti, che all'estero. Stilisticamente si mise nella linea di Mantovani, David Rose e Henry Mancini. Sono numerose le incisioni di dischi e nastri, con la sua musica, dove la componente sentimentale è prevalente, tanto da essere scelta come sottofondo musicale in vari luoghi. Da notare inoltre che la copertina del suo album Lonesome Echo, pubblicato nel 1955 dalla Capitol Records, venne realizzata da Salvador Dalí. Nonno dell'attore Jason Patric, Gleason morì di cancro nella sua villa in Florida.

## Omaggi
- Nel 17º episodio della quarta stagione de I Griffin ("Se non son matti...") si scopre che la causa della pazzia di Patrick, il fratello di Lois, è proprio Jackie Gleason, perché molti anni prima fu scoperto dall'allora giovane Patrick in una situazione erotica con la madre.
- Nel film Ritorno al futuro, nella scena della cena a casa McFly nel 1985, si vede in tv un episodio della serie Jackie Gleason Show; nella scena della cena a casa dalla mamma di Marty nel 1955 il padre di Lorraine è orgoglioso di aver messo le rotelle alla televisione per poter guardare finalmente a tavola il Jackie Gleason Show.
- L'undicesima puntata della sesta stagione di Happy Days si apre e si chiude con la serata dei Cunningham incentrata su un'attesissima puntata del Jackie Gleason Show.
- Jackie Gleason è uno dei personaggi del romanzo Underworld di Don DeLillo.

## Filmografia parziale

### Cinema
- I tre furfanti (Larceny, Inc.), regia di Lloyd Bacon (1942)
- Voglio essere più amata (Orchestra Wives), regia di Archie Mayo (1942)
- In montagna sarò tua (Springtime in the Rockies), regia di Irving Cummings (1942)
- Sesta colonna (All Through the Night), regia di Vincent Sherman (1942)
- L'aquila del deserto (The Desert Hawk), regia di Frederick de Cordova (1950)
- Lo spaccone (The Hustler), regia di Robert Rossen (1961)
- Gigò (Gigot), regia di Gene Kelly (1962)
- Una faccia piena di pugni (Requiem for a Heavyweight), regia di Ralph Nelson (1962)
- Quella strana condizione di papà (Papa's Delicate Condition), regia di George Marshall (1963)
- Soldato sotto la pioggia (Soldier in the Rain), regia di Ralph Nelson (1963)
- Skidoo, regia di Otto Preminger (1968)
- Come ti dirotto il jet (Don't Drink the Water), regia di Howard Morris (1969)
- Per grazia rifiutata (How Do I Love Thee?), regia di Michael Gordon (1970)
- Mister Miliardo (Mister Billion), regia di Jonathan Kaplan (1977)
- Il bandito e la "Madama" (Smokey and the Bandit), regia di Hal Needham (1977)
- Una canaglia a tutto gas (Smokey and the Bandit II), regia di Hal Needhan (1980)
- Giocattolo a ore (The Toy), regia di Richard Donner (1982)
- La stangata II (The Sting II), regia di Jeremy Kagan (1983)
- Niente in comune (Nothing in Common), regia di Garry Marshall (1986)

### Televisione
- The Life of Riley – serie TV, 26 episodi (1949-1950)
- The Honeymooners – serie TV, 39 episodi (1955-1956)

## Riconoscimenti
- Premio Oscar
  - 1962 – Candidatura al miglior attore non protagonista per Lo spaccone

## Doppiatori italiani
- Carlo Romano in Lo spaccone, Una faccia piena di pugni, Soldato sotto la pioggia
- Stefano Sibaldi in L'aquila del deserto
- Sergio Fiorentini in Mister Miliardo
- Antonio Guidi in Il bandito e la "Madama"
- Oreste Rizzini in Giocattolo a ore